# Jacek Wszoła
Jacek Roman Wszoła (Polonia, 30 de diciembre de 1956) es un atleta polaco retirado, especializado en la prueba de salto de altura en la que llegó a ser campeón olímpico en 1976 y Plusmarquista mundial, durante unos dos meses, desde el 25 de mayo de 1980 al 1 de agosto de 1980, con un salto de 2.35 metros.

## Carrera deportiva
En las Olimpiadas de Montreal 1976 ganó la medalla de oro en salto de altura, con un salto sobre 2.25 metros, superando al canadiense Gregory Joy (plata con 2.23 metros) y al estadounidense Dwight Stones (bronce con 2.21 metros).
Cuatro años después, en los JJ. OO. de Moscú 1980 ganó la medalla de plata en el salto de altura, con un salto de 2.31 metros, quedando en el podio tras el alemán Gerd Wessig (oro con 2.36 m que fue récord del mundo) y por delante de otro alemán Jörg Freimuth (bronce también con 2.31 m pero en más intentos).